# Kothar-wa-Khasis
Kothar-wa-Khasis ( Ugarítico:  𐎋𐎘𐎗𐎆𐎃𐎒𐎒, romanizado como: Kôṯaru-wa-Ḫasisu), también conocido como Kothar  o Hayyānu,  era un dios ugarítico que es considerado como una especie de artesano divino. Entre los roles que podía desempeñar, se cree que pudo haber sido representado como un arquitecto, herrero, músico o mago. Algunos estudiosos de la materia plantean que es la fusión de los nombres de dos dioses, Kothar y Khasis. 
Se encuentra ampliamente registrado en diversos textos rituales y se conocen varios nombres teofóricos usados para invocarle. Se cree que sus principales lugares de adoración fueron Menfis y Caftor, lo que podría verse reflejado en las rutas empleadas para el comercio de artesanías durante la Edad del Bronce.También aparece en varios mitos ugaríticos. En el Ciclo de Baal, se manifiesta en favor de otras deidades. Al principio, El lo convoca para que pueda construir un templo en honor a Yam . Proporciona armas para Baal en su conflicto con el dios del mar, con las que logra salir vencedor. Posteriormente, el dios del tiempo le pide ayuda para preparar regalos para Athirat, y más tarde para la construcción de su propio palacio. También se le menciona en el himno a Shapash que cierra este ciclo de mitos. En la Epopeya de Aqhat, es el encargado de fabricar el arco que porta este héroe. También hay evidencia que fue su culto llegó hasta Egipto, pero con un limitado y escaso número de seguidores. Estuvo asociado con la construcción de templos. El nombre Keserty podría haberse referido a un dios considerado su contraparte o representar directamente una variante egipcia de su nombre. En estudios anteriores también se ha sugerido una conexión entre él y Ptah .
Se presume que una figura conocida por los escritos de Filón de Biblos, Chousor, representa una forma fenicia posterior de Kothar-wa-Khasis. Si bien este autor lo describe como un mortal debido a sus puntos de vista evemeristas, presumiblemente originalmente también era una deidad artesana. En la Historia fenicia, se le atribuye la invención de diversas artes y oficios. Una referencia a Chousor también está presente en la cosmogonía de Mosco, conocida por una cita en cita en De principiis de Damascio .
Los testimonios inciertos de Kothar-wa-Khasis incluyen la referencia a una deidad posiblemente relacionada llamada Baal-Malagê en un tratado neoasirio con Tiro, y varios versículos de la Biblia hebrea cuya enmienda para incluir su nombre no encontró apoyo universal.

## Nombres
Kothar-wa-Khasis  (Kôṯaru-wa-Ḫasisu) es la vocalización del teónimo escrito en escritura alfabética ugarítica como kṯr w ḫss .  La traducción básica del nombre es "hábil y sabio", aunque también podría ser hendíadis, "sabio artesano".  Nombres similares son comunes en los textos ugaríticos y pueden entenderse como una combinación del nombre principal y el epíteto de una deidad y el epíteto, como en el caso de Kothar-wa-Khasis o Nikkal -wa-Ib, o como dos estrechamente relacionados. deidades relacionadas, por ejemplo Gupan y Ugar o Shahar y Shalim .  Además del nombre binomial, también está atestiguada la forma corta Kothar,  pero el segundo elemento nunca aparece solo.  Según Alfonso Archi, la forma binomial se restringe a los mitos ugaríticos,  aunque también se ha identificado un ejemplo en una oración.  En cuneiforme silábico estándar, el nombre de Kothar podría representarse mediante el logograma d É. A, de manera similar a cómo otros teónimos mesopotámicos podrían usarse para designar deidades locales de carácter similar. 
El nombre Kothar se deriva de la raíz *kšr, "ser hábil" o "lograr", atestiguado tanto en lenguas semíticas occidentales como en acadio .  Se ha argumentado que una forma temprana de este teónimo, d Ka-ša-lu, ya está atestiguada en textos de Ebla, lo que indicaría que ya era adorado en la antigua Siria a finales del tercer milenio a. C.  Sin embargo, según Alfonso Archi, Kothar está ausente en los textos eblaítas, y es más probable que la deidad de nombre similar mencionada en ellos corresponda a d Ga-ša-ru conocido de fuentes posteriores de Emar . 